# 제물포중학교 축구부
제물포중학교 축구부는 인천광역시에 위치한 제물포중학교의 축구부이다.
현재는 학교 내부사정으로 클럽으로 운영한다.

## 같이 보기
- 제물포중학교